# Su-2
Su-2 (ros. Су-2) – dwumiejscowy samolot szturmowy i rozpoznawczy produkcji ZSRR z czasów II wojny światowej.

## Historia
W 1937 roku został rozpisany konkurs "Iwanow" w którym wyłoniony miał zostać nowy lekki bombowiec. Koncepcja samolotu Pawła Suchoja wywodziła się z radziej doktryny wojennej z połowy lat 30 XX wieku. Ówcześnie nie przewidywano zadań strategicznych dla sił powietrznych. Uderzając na tyły nieprzyjaciela lotnictwo miało wspierać siły lądowe. Paweł Suchoj pracował wcześniej jako kierownik jednego z zespołów projektanckich w biurze Tupolewa, gdzie jego ostatnim zadaniem było opracowanie jednopłatowego samolotu szturmowego i rozpoznania taktycznego. Kiedy otrzymał zgodę na otwarcie własnego biura konstrukcyjnego, rozpoczął pracę nad przekształceniem ANT-51 w prototyp BB-1, który wszedł do produkcji jako Su-2. Między rokiem 1940 a 1942 zbudowano około 2000 egzemplarzy. Od roku 1943 samolot jako dysponujący niewystarczającymi osiągami, został przesunięty do zadań szkoleniowych. Zadania szturmowe zostały powierzone samolotom Ił-2 oraz Pe-2.
Samolot był projektowany w latach 1935-1936, a następnie skierowany do produkcji. Powstało 893 samoloty z czego 10 posiadało silniki M-87B, 57 miało silniki M-82, a pozostałe M-88 lub M-88B. Jednostka jaka otrzymała nowy samolot był 135. Bombardujący Pułk Lotniczy, który został sformowany w 1940 roku w Charkowie pod dowództwem majora Niewolina. Początkowe zadania zakładały testy bombowca. Pierwsze cztery samoloty przyleciały 8 maja 1940 roku z silnikami M-87B. Dzięki wykonanym testom i próbom wyciągnięte wnioski wydały zezwolenie na przyjęcie samolotu do służby powszechnej. Przez niską produktywność zakładów lotniczych proces uzbrajania jednostek odbywał się przy bardzo dużych opóźnieniach. Do końca roku 1940 dla armii oddano 125 sztuk samolotu. 4 lutego 1941 roku jedyną jednostką, która otrzymała wszystkie potrzebne samoloty był 135. Bombardujący Pułk Lotniczy w liczbie 64 sztuk. Pozostałe jednostki posiadały: 97. Bombardujący Pułk Lotniczy - 39 samolotów, 227. Bombardujący Pułk Lotniczy - 31 samolotów, 226. Bombardujący Pułk Lotniczy - 12 samolotów,  211. Bombardujący Pułk - 12 samolotów, 209. Bombardujący Pułk Lotniczy - 6 samolotów i 210. Bombardujący Pułk Lotniczy - 3 samoloty. 
Załogi pierwszy raz latające w zamkniętych kabinach wystawiały pozytywne opinie nowym samolotom w porównaniu do starszych R-5. Docenione zostały również wysokie parametry lotne, uzbrojenie i łatwość obsługi. Wynikało to z porównywania z przestarzałymi dostępnymi samolotami. Do 1 czerwca 1941 roku liczba zmontowanych sztuk wynosiła 413. Samoloty rozdzielono według okręgów: Zachodni Specjalny Okręg - 61 samoloty, Kijowski Okręg - 91 samolotów, Odeski Okręg - 22 samoloty, Charkowski Okręg - 124 samoloty. Kilka samolotów uległo w tym czasie wypadkom, a dalsze w fazie produkcji lub dostaw. Według dokumentacji 22 czerwca 1941 roku w pełni uzbrojono osiem pułków. Dodatkowe dwa pomimo wyznaczenia do przezbrojenia przed wybuchem wojny nie zdążyły otrzymać już nowych samolotów. 

### Po niemieckim ataku
22 czerwca 1941 roku rozpoczęła się Operacja Barbarossa. Od pierwszego dnia niemieckie naloty skierowane były na przygraniczne lotniska. Na głównym białoruskim kierunku uderzenia stacjonowały trzy pułki bombardujące. 98. Bombardujący Pułk posiadał 43 sprawne samoloty Su-2 pod dowództwem majora Iwancowa stacjonował na lotnisku w Bobrujsku. Po dwóch dnia bezczynności z polowego lotniska Mińki rozpoczęto atakowanie 2. Grupy Pancernej. Najcięższy dzień nastąpił 26 czerwca, gdzie 25 samolotów z wysokości 300 metrów bombardowało kolumny pancerne pod Słonimem. Samoloty, które nie zostały wzmocnione eskortą myśliwską stoczyły walkę z wrogimi samolotami. Udało się zestrzelić pięć Messerschmittów w źródłach radzieckich, które przypisano dwa dla starszego politruka Szaronowa, jeden dla porucznika Zasorina. Niemieckie źródła jednak podają, że samoloty zostały jedynie uszkodzone. W ten dzień utracono 14 samolotów (10 zestrzelonych, 2 rozbite, 2 uszkodzone) przy 34 lotach bojowych. Straty osobowe opiewały na 9 poległych, 1 ranny i 14 zaginionych. W następnych dniach podniesiono pułap lotów na wysokość od 1000 do 1500 metrów. Zagrożenie myśliwców przeciwnika ciągle było znaczące przez co 97. Bombardujący Pułk utracił zdolność bojową i został wycofany z frontu po wykonaniu 146 lotów bojowych. 
7 lipca 1941 roku do Charkowa przybyli ocaleni piloci z Frontu Zachodniego. 43. Bombardujący Pułk Lotniczy wykonał 296 lotów bojowych będąc wyposażony w 20 samolotów Su-2 i 30 R-Z. Walki były skierowane przeciwko 3 Grupie Pancernej. Straty zadane wrogowi były raportowane: 118 czołgów, 1086 samochodów, 86 dział, 20 mostów. Straty własne to 30 pilotów. 
209. Bombardujący Pułk Lotniczy stacjonował pod Charkowem, gdzie trwały szkolenia na nowych samolotach. Z powodu rosnących strat na froncie 28 czerwca 1941 roku nastąpiła zmiana miejsca stacjonowania do Nowozybkowa dwóch kolejnych pułków - 135. i 103. Bombardującego Pułku Lotniczego. Zadaniami tych jednostek miało być wsparcie Operacji Żłobinskiej, której celem była kontrofensywa. Wyszkolenie jednostek było na odpowiednim poziomie, a część załóg miało już doświadczenia z Wojny Zimowej. Z powodu braku koordynacji lotnictwa i naziemnymi jednostkami współpraca była na niskiej skuteczności.
Duża aktywność 135. Bombardującego Pułku Lotniczego w lipcu 1941 skutkowała stratą 1/3 samolotów. 7 lipca utracono 8 samolotów przy nalocie na przeprawę na Dnieprze. Zestrzelono również samolot PS-84, w którym zginęło 19 osób i 7 rannych. Jak się okazało później samolot padł bratobójczym ostrzałem z 103. Bombardującego Pułku Lotniczego. Z powodu braku zwiadu jednostki samodzielnie organizowały próby otrzymania informacji o siłach wroga. Udało się zlokalizować wrogie myśliwce w Bobrujsku i podjęto decyzję o ataku wszystkimi sprawnymi samolotami oraz udało się zorganizować osłonę myśliwców MiG-3. Nalot okazał się nieskuteczny z powodu przechwycenia rozmów radiowych przez Luftwaffe i ewakuację samolotów na bardziej cofnięte lotniska.
10 lipca 1941 roku na stanie 103. i 135. Bombardującego Pułku Lotniczego pozostało 52 samoloty Su-2. Poległo 27 załogantów, a porucznik Płotnikow ocalał wyrzucony z zestrzelonego samolotu i spadając upadł w koronę drzewa. Dzień wcześniej zdobyte doświadczenie pozwoliło przeprowadzić udany nalot na lotnisko w Starym Bychowie pod dowództwem podpułkownika Mironienki. Zachowano ciszę radiową oraz starannie zaplanowano trasę przelotu. Dzięki temu w radzieckich raportach zniszczono 27 samolotów niemieckich, a w niemieckich jedynie zniszczono infrastrukturę lotniska. 16 lipca 1941 roku eskadra majora Pejdusa została zaatakowana przez parę Bf-109 po zbombardowaniu czołgów. Udanie zestrzelenie porucznika Łaszyna skończyło się stratą własnej maszyny, kiedy nadleciał Bf-110. Samolot Staroruzskiego pomimo znacznych uszkodzeń od myśliwców i artylerii powrócił do bazy z rannym nawigatorem Komarowem z 20 ranami. 
W połowie lipca 1941 roku do walk na froncie wysłano 209. Bombardujący Pułk Lotniczy z 20 samolotami Su-2. 25 lipca 1941 roku samolot kapitana Mamina został podpalony artylerią przeciwlotniczą. Pilot chcąc zadać chociaż straty naziemne skierował go w stronę płyty lotniska z stojącymi samolotami. Okazało się, że były to porzucone samoloty radzieckie podczas odwrotu. 
W Kijowskim Okręgu stacjonowały dwa pułki z samolotami Su-2. Były to 226. 227. Bombardujący Pułk Lotniczy z 62. Lotniczej Dywizji Bombardującej. Na początku konfliktu pułki były w czasie szkoleń. 28 czerwca przyszedł rozkaz rozlokowania na lotniska polowe. Bombardowano okolice Ostrogu tracąc dwa samoloty. Oba lotniska znajdywały się w zasięgu nalotów nieprzyjaciela. 29 czerwca 1941 roku 12 samolotów Su-2 zostało zaatakowanych przez myśliwce wroga w okolicy Równa. Utracono wówczas sześć samolotów pomimo początkowo udanej obrony, która została zachwiana przez rozerwanie szyku przy pomocy artylerii przeciwlotniczej. Skuteczność nalotów wymusiła rezygnację z natychmiastowego ataku na Kijów. Duże straty w bombowcach powodował brak osłony myśliwców. 6 lipca 1941 roku utracono aż 26 samolotów.
W Odeskim Okręgu nie utracono ani jednego samolotu w wyniku bombardowania nieprzyjaciela dzięki dobrej organizacji. Pierwsze bombardowanie na tym odcinku przeprowadzono 22 czerwca przy pomocy ośmiu samolotów w okolicach Lipkanów i Dumieni. 23-24 czerwca 1941 roku przeprowadzano także naloty w okolice miejscowości Skuleni. Początkowo samoloty były używane znacznie mniej niż pozostałe maszyny na wyposażeniu jednostek. Od połowy lipca liczba lotów wzrosła. 20 lipca 1941 roku niemiecko-rumuńskie oddziały stanęły nad Dniestrem na linii Jampol-Sroki. W celu zniszczenia przeprawy wysłano 18 samolotów z czego utracono 16. 22 lipca utracono 8 samolotów, a 24 lipca sześć. Taką notatkę pozostawił ówcześnie porucznik Pstygo:

Zbombardowaliśmy przeprawę w huraganowym ogniu artylerii zenitowej. Całe niebo było w czarnych bezkształtnych kleksach od wybuchów. Ile samolotów zostało strąconych nad celem - nie wiem. Być może połowa. Kiedy staliśmy się nieosiągalnymi dla artylerii przeciwlotniczej, pokazały się Messerschmitty, gwałtownie rzucające się na nasze powolne samoloty. Widzę, pali się jeden Su-2, drugi...

### W walkach  na froncie
Wysokie straty do sierpnia 1941 roku uszczupliły lotnictwo ZSRR, jednak wartość jednostek używających Su-2 wzrosła dzięki nabywanemu doświadczeniu. Rozpoczęto stosowanie maskowania się chmurami, nocne naloty, walki z przewagą wroga oraz obsługa naziemna zaczęła zastępować zmarłych lub rannych nawigatorów. 30 sierpnia 1941 roku dokonano udanego nalotu w sile 12 samolotów pod dowództwem kapitana Diatłowa z 227. Bombardującego Pułku Lotniczego na bazę remontową w Białej Cerkwi. Zniszczono hangary i 10 myśliwców Bf 109. Jako wzmocnienie jednostek przybył 289. Bombardujący Pułk Lotniczy, który miał atakować przeprawy pod Krzemieńczukiem. Część pułków operujących przy froncie otrzymało jako uzupełnienie samoloty Su-2. Udało się zorganizować 43. i 97. Bombardujący Pułk Lotniczy, które utraciły pierwotne maszyny w pierwszych dniach walk.
52. Bombardujący Pułk Lotniczy otrzymał pozostałe Su-2 z 266. i 227. Pułku. Zaplanowano na wrzesień przezbrojenie 189. oraz 296. Bombardującego Pułku Lotniczego. Do walk na Froncie Południowo-Zachodnim walczyły jednostki: 43., 52., 103., 135., 210. Bombardujący Pułk Lotniczy. Natomiast 97. Bombardujący Pułk Lotniczy w czasie od 1 do 28 września 1941 roku wykonał 562 loty bojowe. Celem była 1. Grupa Pancerna, która znajdowała się w rejonach Starobud-Poczep-Głuchów. Bombardowania odbywały się z wysokości 700 do 1600 metrów bez konkretnego celu. Brak rozpoznania zmniejszało skuteczność nalotów. Pod Kijowem doszło do jednej z największych porażek Armii Czerwonej. Część załóg i mechaników uniknęła okrążenia i 13 września odleciała pomimo sił wroga na terenie lotniska. W październiku po odtworzeniu Frontu Południowo-Zachodniego i nowym dostawom z fabryk posiadano 474 samoloty z czego 116 z nich to Su-2. Fabrykę następnie musiano ewakuować z powodu zbliżających się wojsk niemieckich pod Charków. Jesienią 1941 roku bombardowano w małych grupach po 6-8 samolotów z osłoną 2-3 myśliwców. Z powodu niewielkich pułapów nie używano celowników, a jedynie malowań na włazach, a przy słabym ogniu artylerii przeciwlotniczej ponawiano nalot wraz z ostrzałem z karabinów pokładowych. 
W tym okresie samoloty trafiły do jednostek zwiadowczych jak 2. Wydzielony Oddział Fotografowania oraz 9. Eskadra Dalekiego Rozpoznania. 25 listopada 1941 roku na froncie walczyło ciągle 93 samoloty. Z powodu braku części zamiennych liczba ta jednak spadała mimo niewielkich strat. Wynik lotów Su-2 za rok 1941 wynosił: około 5000 lotów bojowych, stracono 400 samolotów z czego 222 stracono bojowo. 66. Dywizja Lotnicza wykonała 785 lotów bojowych na Su-2 tracąc 11 maszyn. Doniesienia majora Artamonowa mówiły o powrocie samolotów z setkami przestrzeleń. Wyróżniająca się jednostką uzbrojoną w Su-2 był 135. Bombardujący Pułk Lotniczy, który w okresie od 25 września do 1 listopada 1941 roku wykonał 630 lotów bojowych niszcząc: 217 czołgów i 400 pojazdów bez strat własnych.

### Walki w 1942 roku
Nadejście śnieżnej i mroźnej zimy końcem 1941 roku zmniejszyło znacząco używanie lotnictwa bojowego po obu stronach. W celu przygotowania samolotów do startu konieczne stało się rozgrzanie silników lampami lutowniczymi około 30 minut. Zalegający śnieg utrudniał orientację nawigatorom. Zmieniono taktykę bombardowania za samolotem prowadzącym na indywidualne po locie łamanym. Obniżyło to straty własne. Z powodu zaprzestania produkcji nie można było uzupełniać braków w samolotach Su-2. Na Froncie Briańskim pod koniec lutego 1942 roku pozostało tylko 9 sprawnych samolotów. Próbowano je dozbrajać rakietnicami RS-82. Pułki: 103., 210., 211., 226., 227. oraz 289. zakończyły loty na samolotach Su-2. Zachowane pojedyncze sztuki służyły do celów treningowych. Z lutym 1942 roku sformowano 826. Bombardujący Pułk Lotniczy, który uzbrojono tylko w Su-2. Załogi które skierowano do tej jednostki wyszły z okrążenia z pod Kijowa.
Samolot pozostawał podstawowym typem w jednostkach zajmującymi się koordynowaniem ogniem artylerii. Podczas wojny na Su-2 działało 12 eskadr i 18 kluczy w takich zadaniach. Ostatnią znaczącą bitwą w której brały udział samoloty w większej liczbie była operacja charkowska z 1942 roku. Pomimo niepełnych składów, jednostki dokonywały po dwa lub trzy loty na dzień w celu wspierania wyłomu czołgów i kawalerii. Z powodu braku bliżej położonych lotnisk niemożliwe było utrzymanie skutecznego wsparcia. Dowódca 288. Bombardującego Pułku Lotniczego zakazał startować bez osłony myśliwców. Był to efekt sytuacji, w której nadlatujące Messerschmitty doprowadziły do pożaru trzech startujących Su-2. 40. Myśliwski Pułk nie mógł jednak zapewnić odpowiedniej ochrony. Samoloty I-16 posiadały zbyt mały zasięg, a druga jednostka z samolotami ŁaGG-3 nie otrzymała rozkazów z poleceniem osłony bombowców. Wynikiem błędnych decyzji było ogromne straty w lotnictwie.
Z powodu zbombardowania lotniska w Jelcu stracono prawie wszystkie samoloty Su-2 w 97. Bombardującym Pułku Lotniczym. Pozostałości przeniesiono do jednostki numer 209., która miała za zadanie walczyć przeciwko przeważającym siłom wroga. W chwili rozpoczęcia walk pułk posiadał 16 sprawnych samolotów z 26. Wykonano od 55 do 170 bojowych lotów.
8. Armia Powietrzna Frontu Południowo-Zachodniego rozpoczęła walki 12 czerwca 1942 roku. Udało się przeprowadzić naloty na kolumny wroga do głębokości 20 km. Pomimo zaskoczenia obrony przeciwlotniczej nie dokonano znaczących strat wrogim jednostkom. Otwarte stepowe lotniska nie pozwalały na maskowania samolotów. Tracono część maszyn podczas startów i lądowań oraz na ziemi w wyników nalotów. W ciągu całego roku 1942 utracono 64 samoloty Su-2. Każdy z posiadanych samolotów przez jednostki radzieckie wykonał minimum 80 lotów bojowych przed spisaniem na straty. 

### Zakończenie używania w walkach
Na jesień 1942 roku pozostały tylko dwa pułki używające samolotów Su-2. Do 52. Bombardującego Pułku Lotniczego oddawano wszystkie wyremontowane lub odtworzone samoloty i pomimo to jedynie 3-4 maszyny były zdolne do lotów. Znaczna ich ilość została uziemiona przez braki dętek do kół, a próba dopasowania opon z samochodów nie udała się. 1 października 1942 roku pozostało 9 samolotów Su-2 z silnikami M-82 i 4 samoloty z silnikami M-88B. Swobodne loty bojowe dostarczały informacji zwiadowczych, a starano się bombardować pociągi, tabory, lotniska i kolumny pojazdów. Używanie Su-2 kontynuowano do kierowania ogniem artylerii. Do tego zadnia pozostało około 41 samolotów z czego 34 sprawne. Przyznano, że przerwanie blokady Leningradu wspierane przez artylerię było by wiele trudniejsze gdyby nie koordynaty pomimo, że przygotowanie ostrzału było znacznie długie i narażało załogi samolotów na zestrzelenie podczas lotów nad pozycjami wroga. Przez takie niedociągnięcie zginęła załoga 23 czerwca 1943 roku - Pilot Dimitrjenko oraz nawigator Kukuszkin.
Niemieckie jednostki gdy zorientowały się, że wolno lecące samoloty stanowią duże zagrożenie rozpoczynano walkę o ich zestrzelenie. Przed bitwą na Łuku Kurskim powiadamiano o ruchach wojsk nieprzyjaciela, chociaż później spadek bojowy eskadr był efektem braków maszyn. Samolot w jednostkach był wypierany przez Ił-2. Pojedyncze Su-2 latały do końca 1943 roku, a w listopadzie utracono jednego w wyniku walki powietrznej. Jako jeden z ostatni Su-2 został w 288. Bombardującym Pułku Lotniczym. W marcu 1943 roku jednostka trafiła do Mozdoku na przegrupowanie i przeszkolenie do nocnych lotów. Samolot został utracony w katastrofie wraz z załogą w nocy z 2 na 3 czerwca 1943 roku. Powodem było oślepienie pilota światłami reflektorów. 

## Ocena samolotu
Doświadczenia bojowe z frontu wojennego ukazały wiele zalet samolotu Su-2. Załogi samolotów doceniały sporych rozmiarów kabinę o dobrej widoczności i chroniącą przed zimnem. Podwojenie sterowania dla nawigatora zapewniała większe bezpieczeństwo maszynie jak i obu osobom na pokładzie. Jako samolot szturmowy Su-2 okazał się niewystarczający i poniósł ogromne straty. Okres użycia bojowego nie był zbyt długi we względu na ewakuację fabryki Nr 135 z Charkowa i zaprzestania produkcji. 

## Opis konstrukcji
Su-2 to dwumiejscowy, jednosilnikowy dolnopłat o konstrukcji mieszanej. Podwozie klasyczne, chowane w locie.

## Wersje
- ANT-51 – samolot na bazie którego powstał Su-2
- BB-1 – prototyp Su-2
- Su-2 – podstawowa wersja tego samolotu
- Su-2M-82 – wersja samolotu z silnikiem M-82